# Advanced Communications Riser
Advanced Communications Riser o ACR es una ranura de expansión de las placas base para dispositivos Host Signal Processing y como sustitución para ciertos usos de las ranuras PCI. Su aparición sustituye a las ranuras audio/módem riser que se ocupaban de las tarjetas para módems y sonido analógico, y se encuentra en competencia y como alternativa de las ranuras Communication and Networking Riser.

## Tecnología

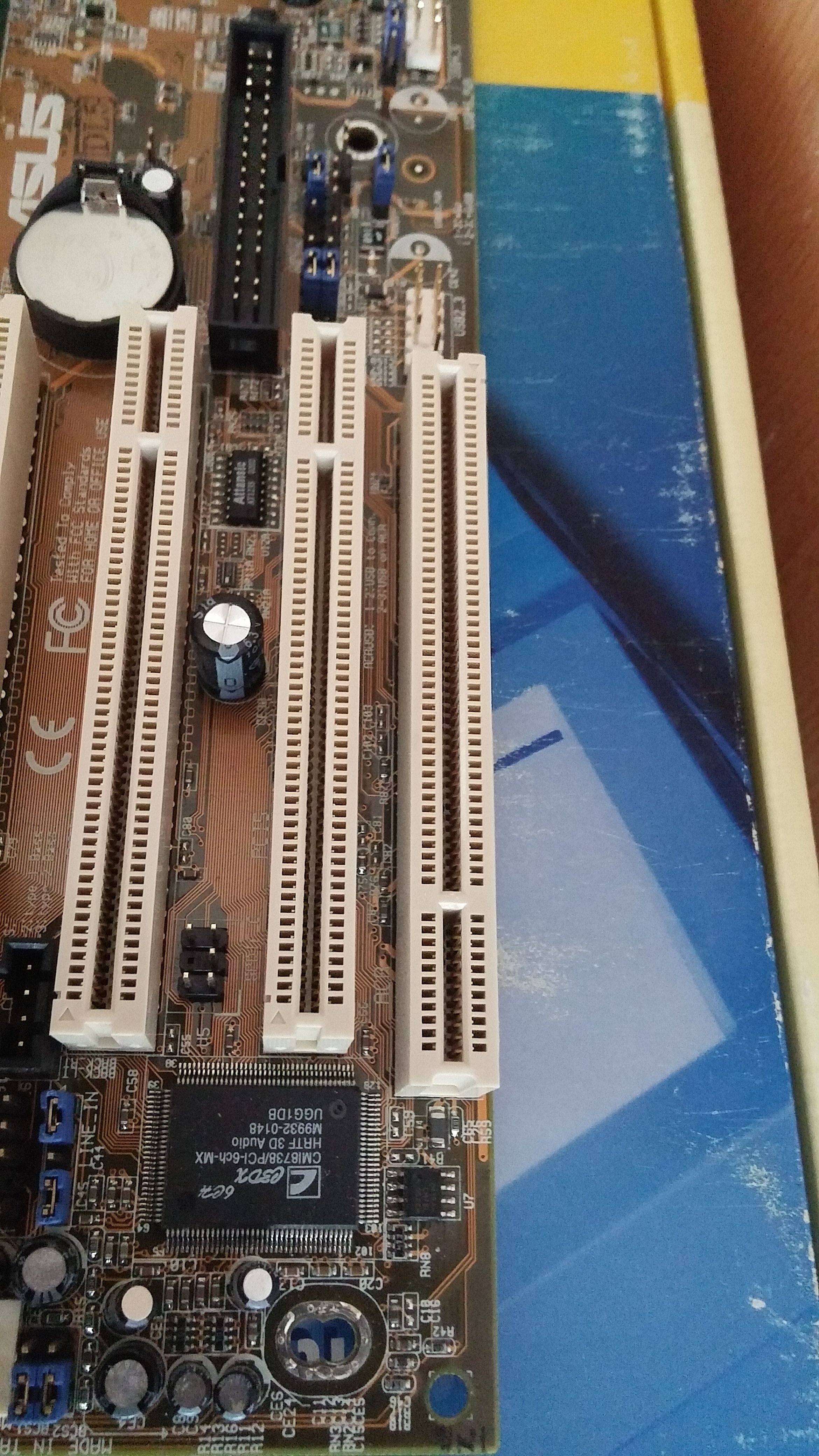
Ranura de expansión ACR (derecha).

Esta ranuras se basan en la arquitectura de las ranuras PCI y ofrece un soporte para tarjetas de bajo costo para incorporar en las placas base tarjetas de sonido, módems, enrutadores internos de ADSL y redes inalámbricas. Podría englobarse en ranuras destinadas a sonido y comunicación exclusivamente. Esta nueva ranura es compatible con su predecesora, tecnológicamente hablando, la ranura audio/módem riser e incompatible con las ranuras Communication and Networking Riser.
Las tarjetas que suelen usarse en estas ranuras suelen derivar parte del trabajo (el de control de la misma tarjeta) a la unidad central de procesamiento, por lo que son una carga extra para el rendimiento general de la máquina. Un ejemplo son los módems por software. Además estas tarjetas suelen sustituir a las ranuras PCI que suelen incorporar las placas base.

## Historia
Esta ranura aparece a finales del año 2000, de la mano de VIA y AMD como respuesta a las AMR y CNR de Intel. Actualmente no hay ninguna tarjeta que sea usada ampliamente que use esta ranura, por lo que muchos la catalogan de obsoleta.

## Socios
El estándar ACR es ahora abierto, y ahora mismo hay más de 50 compañías (3Com, AMD, NVIDIA, VIA, etc.) unidas para continuar y apoyar el desarrollo de este estándar. Aun así, existen muy poco dispositivos desarrollados y en venta.